# Егед
Егед (івр. אגד) — найбільша автобусна компанія в Ізраїлі. Егед надає близько 48% від всього обсягу послуг громадського транспорту в Ізраїлі. Організація знаходиться в кооперативної власності його членів. У Егед зайнято 6735 робітників і 3057 автобусів для більш ніж 945 маршрутів. Щодня кооператив перевозить близько мільйона пасажирів на відстань 720.073 км. Егед є єдиним перевізником в більшості поселень, кибуцев, мошавів.